# Хавелі (район)
Хавелі (урду ضلع حویلی) — один із 10 районів Азад Кашміру, залежної від Пакистану території. Раніше це був техсил округу Баг, але 1 липня 2009 року отримав статус округу.
За даними перепису населення 2017 року в районі проживало 152 124 особи. Основними рідними мовами є пахарі (за оцінками, нею розмовляє близько 65% жителів), гуджарі (прибл. 30%) і кашмірі (прибл. 5%).

## Адміністративний поділ
Район Хавелі ділиться на три техсілі:
- Хавелі Техсіль
- Хуршидабад Техсіль
- Мумтазабад Техсіль

Район має 12 рад профспілок, що складаються з 95 сіл і однієї муніципальної корпорації «Форвард Кахута».

## Географія
Район Хавелі розташований на висоті приблизно 8000 футів над рівнем моря. Рясні снігопади відбуваються регулярно протягом року. Дарра Хаджі Пер, Ласдана, Сіндхгала, Ніл Кунт, Аліабад, Шеразіабад, Каламула, Джаббі Сайєдан і Мохрі Сайєд Алі є відомими туристичними місцями. Вершина Бедорі висотою 12 228 футів є найвищою вершиною в окрузі. Багато людей з району емігрували за кордон, і деякі з них працюють на ключових посадах у Пакистані. Район Хавелі межує на півночі та північному сході з районом Барамулла в індійському Джамму і Кашмірі, на південному сході та півдні з районом Пунч в індійському Джамму і Кашмірі, а на заході район Багх і район Пунч Азад Кашміру.

## Освіта
Відповідно до Освітнього рейтингу Аліфа Айлана в Пакистані за 2017 рік, округ Хавелі посідає 33 місце серед 148 освітніх округів. За об’єктами та інфраструктурою район займає 146 місце зі 148.